# Silvia Arango
Silvia Arango (Bogotá, 28 de septiembre de 1948) es una arquitecta colombiana. Se ha especializado la historia de la arquitectura latinoamericana. En 1992 recibió el Premio Nacional de Arquitectura el libro Historia de la arquitectura en Colombia. Siendo esta la primera vez que una investigación, y no un edificio, ganó el Premio.

## Primeros años
Arango nació el 28 de septiembre de 1948 en la ciudad de Bogotá, Colombia. Su padre, Jesús Arango Jaramillo, profesor de filosofía y letras, se dedicó a realizar estudios sobre historia política colombiana y americana. Ella reconoce la importancia del pensamiento de su padre en sus escritos: “Desde siempre, el “modo de pensar generacional” fue para mí la manera natural de pensar la historia y no he encontrado un método alternativo que me parezca más convincente y verosímil que este método heredado”.
Desde los cuatro años de edad vive durante un periodo en Madrid con su familia y regresa a Bogotá en 1957 donde establece su residencia y lugar de trabajo hasta el presente. En 1972 contrae matrimonio con Samuel Jaramillo, con quien tienen tres hijos: Julián en 1977, Eloísa en 1980 y Antonio en 1988. En 1997 se separa de su esposo; con sus hijos, además de la vida familiar, comparte muchos viajes.

## Trayectoria
Desde 1957, cursa sus estudios primarios y secundarios en Bogotá, que culminan con un año académico entre el 65 y el 66 en el Skyline High School de Oakland, California, a través de una beca American Field Service. Al siguiente año ingresa en la carrera de arquitectura de la Universidad de los Andes, también en Bogotá, donde obtiene su título de grado en 1972. Ese mismo año comienza a desempeñarse como Directora de la Sección de Diseño y Dibujo en Planeación Distrital en Bogotá. Entre el 74 y el 75 estudia en el Oxford Polytechnic, Inglaterra, con una Beca del British Council, donde obtiene el Graduate Diploma in Urban Design. Continúa en Europa, entre el 75 y el 77, con estudios en el Instituto de Urbanismo (Universidad de París XII), donde recibe el Diplome d’Etudes Approfondies. De manera simultánea asiste al curso de semiología de Greimas en la École Pratique des Hautes Études. En 1977 regresa a Bogotá a preparar su doctorado, cuya tesis titulada Evolución del Espacio Público en Bogotá en el siglo XX, con la dirección del sociólogo Henri Coing, es presentada a mediados de 1979 y aprobada con el grado Tres Honorable, obteniendo el título: Doctorat de 3eme Cycle en Urbanisme et Amenagement, del Instituto de Urbanismo, Universidad París XII.
Arango comienza su trabajo en docencia en 1978 como profesora de Historia de la Arquitectura en la Universidad Piloto de Bogotá. Al año siguiente ingresa en la Universidad Nacional de Colombia de Bogotá, como profesora de Teoría de la Arquitectura, donde a partir de 1981 obtiene un cargo de tiempo completo y continúa trabajando hasta el presente. En ese mismo año inicia la cátedra de Historia de la Arquitectura en Colombia. En 1989 colabora en la formación del Posgrado de Teoría e Historia de la Arquitectura (nivel magíster), bajo la coordinación de Alberto Saldarriaga. Desde entonces trabaja como parte del equipo de profesores de dicho posgrado, dirige tesis y participa en diversos tribunales evaluadores, tanto en Bogotá como en universidades de Manizales, Medellín, São Paulo, Las Palmas de Gran Canaria. Desarrolla una intensa actividad académica dictando cursos de posgrado en Estados Unidos y América Latina, enfocados a enseñar metodologías relacionadas con la historia de la arquitectura.
Ella inicia su trabajo en investigación durante los años de formación. Ya en Bogotá se destacan sus trabajos: la vivienda compartida en una zona de renovación urbana (1980-81) y la obra del arquitecto venezolano Gorka Dorronsoro (1991) que posteriormente será publicado por Escala: Gorka Dorronsoro, una obra en proceso (1992).
En 1987 es designada Directora del Museo de Arquitectura de la Universidad Nacional. Allí organiza eventos y numerosas exposiciones hasta 1990, año en que se retira del cargo. En ese momento publica su libro Historia de la arquitectura en Colombia, como resultado de un trabajo que comienza en 1984 con la exposición que se realizó en el Museo Nacional en Bogotá y que luego recorrió el exterior. La obra recibió en 1992 el Premio Nacional de Arquitectura.
Además de los numerosos artículos y ensayos sobre estas temáticas publicados en libros y revistas nacionales y extranjeros, dirige la colección Historia y Teoría Latinoamericana para la Editorial Escala. Arango se desempeña además como jurado en diversas Bienales de arquitectura como la Bienal Panamericana de Arquitectura de Quito (1996); del Premio Mies Van der Rohe para América Latina (1998 y 2000); y del primer ciclo del Premio Latinoamericano de Arquitectura de la Fundación Rogelio Salmona (2014).

### Participación en los Seminarios de Arquitectura Latinoamericana
En los primeros años de la década de 1980 comienza su activa participación en los Seminarios de Arquitectura Latinoamericana junto a Marina Waisman: 1985 en Buenos Aires donde asiste junto a Rogelio Salmona; 1987 en Manizales, donde colabora en la organización; 1989 en Tlaxcala; 1991 en Santiago, Chile; 1993 en Caracas, donde coordina ponencias sobre la arquitectura reciente en Colombia; 1995 en São Paulo; 2000 en San Juan de Puerto Rico; 2009 en Panamá; 2011 en Campinas.

## Libros más relevantes
- Historia de la Arquitectura en Colombia, Centro Editorial y Facultad de Artes, Universidad Nacional de Colombia; 1. ed edición (1989) ISBN 978-9581700615
- Gorka Dorronsoro, una obra en proceso, Escala (1993), ISBN 9589082718
- Arquitectura de la Primera Modernidad en Bogotá, Fondo de Promoción de la Cultura (1997), ISBN 9789589003831
- Historia de un itinerario, Universidad Nacional de Colombia (2002), ISBN 9789587012590
- Ciudad y arquitectura. Seis generaciones que construyeron la América latina moderna, Fondo de Cultura Económica (2012), ISBN 9786071610010.
- Guía de arquitectura y paisaje de Bogotá y la Sabana, Junta de Andalucía (2012), ISBN 978-84-7595-279-6[5][6]
- Pablo de la Cruz, junto con Jorge Ramírez Nieto, Leopoldo Prieto Páez, Juan Carlos Gómez Sánchez y Daniel Macías Parra, Universidad Nacional de Colombia (2019), ISBN 978-958-794-033-6

## Premios y reconocimientos
- Premio Nacional de Arquitectura (1992) por el libro Historia de la arquitectura en Colombia.[3]
- Medalla al Mérito Docente por la Universidad Nacional de Colombia (1992).[3]
- Beca Guggenheim con el proyecto Desafíos en la estética de la arquitectura de la primera modernidad en América Latina (premio, 1993)[3]
- Entre 1995 y 1997 con una beca Getty desarrolla junto a un equipo latinoamericano coordinado por Jorge Francisco Liernur, el proyecto Arquitectura Latinoamericana, de 1939 a 1960.[3]
- Premio América de Teoría y Crítica, en los Seminarios de Arquitectura Latinoamericana, Puerto Rico, (2000).[3]